# Advocacy planning
Advocacy planning (belangenbehartigingsplanning) is een planologische theorie die in de jaren 1960 geïntroduceerd werd door de Amerikaanse planoloog Paul Davidoff (1930-1984). De theorie gaat ervan uit dat in planningsprocessen de sociaaleconomische bevolkingsgroepen met veel financiële middelen en politieke macht het meest in staat zijn hun belangen te verdedigen. Davidoff stelde derhalve dat planologen de belangen dienen te behartigen van bevolkingsgroepen met minder macht en vermogen, vergelijkbaar met een advocaat die zijn cliënt vertegenwoordigt. De rol van de planoloog verschuift hierdoor van een technische oriëntatie naar het versterken van de lokale democratie, door het bedienen van achtergestelde groepen in de samenleving.

## Invloed
De theorie van advocacy planning beïnvloedde een nieuwe generatie planologen. Zij verbreedden hun functie door op te treden als verdedigers van gemarginaliseerde groepen wier belangen tegenover die van de gemeentelijke overheid stonden. In plaats van geïntegreerd te zijn in de regionale of lokale overheidsorganen prefereerden sommige van deze planologen te opereren binnen zogeheten community development corporations. Dit zijn organisaties gericht op de belangen van buurtbewoners.